# Імре Буйдошо
Імре Буйдошо (угор. Bujdosó Imre, нар. 12 лютого 1959, Беретьйоуйфалу, Угорщина) — угорський фехтувальник на шаблях, олімпійський чемпіон (1988 рік), срібний (1992 рік) призер Олімпійських ігор, дворазовий чемпіон світу, чемпіон Європи.

## Виступи на Олімпіадах
| Олімпіада      | Дисципліна          | Місце |
| -------------- | ------------------- | ----- |
| Сеул 1988      | індивідуальна шабля | 19    |
| Сеул 1988      | командна шабля      | 1     |
| Барселона 1992 | командна шабля      | 2     |